# Manfred Schwabl
Manfred „Manni“ Schwabl (* 18. April 1966 in Holzkirchen) ist ein ehemaliger deutscher Fußballspieler.

## Sportliche Laufbahn

### Vereinskarriere
Schwabls Karriere im bezahlten Fußball begann, als er, aus der Jugendabteilung des FC Bayern München kommend, zur Saison 1984/85 einen Profivertrag bei den Münchnern erhielt. Sein Bundesliga-Debüt gab er am 8. Oktober 1985 (4. Spieltag) beim 6:0-Heimsieg über Hannover 96. Sein erstes Profitor erzielte er allerdings für den 1. FC Nürnberg, zu dem er 1986/87 gewechselt war, am 10. Spieltag gegen den FC Schalke 04. Nach drei Spielzeiten zusammen mit Andreas Köpke und Dieter Eckstein kehrte er 1989 zu den Münchnern zurück, bei denen seit einem Jahr auch Stefan Reuter, zwei Jahre lang Wegbegleiter Schwabls in Nürnberg, unter Vertrag stand und mittlerweile zu den Stammspielern zählte. In der Winterpause der Saison 1992/93 wechselte er erneut zum „Club“ nach Nürnberg, mit dem er im Frühjahr 1994 abstieg. Schwabl erinnert sich an seinen verschossenen „Elfer im ominösen Spiel gegen die Bayern mit dem Phantom-Tor von Thomas Helmer. Hätte ich getroffen, wäre das Spiel 2:2 ausgegangen, die Partie wäre nicht wiederholt worden und wir nicht abgestiegen. Wir verloren aber die Neuauflage mit 0:5 und mussten runter.“
Nach dem Abstieg der Nürnberger wechselte Schwabl nach Österreich, um beim FC Tirol Innsbruck seine Laufbahn fortzusetzen. Nach sieben Partien im Oberhaus des Alpenlandes bis Anfang September 1994, nutzte der Ex-Nationalspieler eine Offerte des TSV 1860 München für die Rückkehr in die deutsche Elitespielklasse. Ab dem 5. Spieltag der Saison 1994/95 lief er für die „Löwen“ wieder in der Bundesliga auf. Nach der Saison 1996/97 bei der sich der TSV 1860 erstmals für den UEFA-Pokal qualifizierte, wurde Mannschaftskapitän Schwabl als Drahtzieher eines Boykotts der Saisonabschlussfeier des Präsidenten Karl-Heinz Wildmoser ausgemacht, der „Feten-Affäre“. Die Mannschaft hatte zeitgleich eine eigene Abschlussparty organisiert. Das gefiel dem Präsidenten nicht und hatte Schwabls Abschied zur Folge.
Schwabl unterzeichnete danach einen Vertrag beim norditalienischen Zweitligisten FC Treviso, erbat jedoch, noch ehe er für den Verein gespielt hatte, die Vertragsauflösung und beendete seine Spielerlaufbahn. Der Mittelfeldspieler absolvierte in seiner Karriere 303 Spiele in der Bundesliga und erzielte dabei 14 Tore.

### Auswahleinsätze
Schwabl debütierte am 13. Oktober 1982 in Homburg (Saar) in der U-18-Nationalmannschaft, die mit 3:0 über die Auswahl Belgiens erfolgreich war. Gegen die Belgier erzielte er am 6. Januar 1984 in Leningrad im Rahmen des Granatkin-Gedächtnisturniers beim 7:0-Sieg auch sein einziges Tor. Sein letztes Spiel bestritt er am 10. April 1984 in Kufstein beim 1:0-Sieg über die Auswahl Österreichs.
Für die U-21-Nationalmannschaft spielte er erstmals am 16. November 1985 in Regensburg beim 3:1-Erfolg über die Tschechoslowakei, erzielte sein einziges Tor am 28. Oktober 1987 in Luxemburg beim 4:1-Erfolg über Luxemburg und spielte zuletzt am 2. Dezember 1987 in Sofia bei der 1:2-Niederlage gegen Bulgarien.
Für die A-Nationalmannschaft spielte Schwabl viermal. Sein Debüt gab der Bayern-Akteur am 23. September 1987 in Hamburg beim 1:0-Sieg über Dänemark. Sein letztes Länderspiel endete ebenfalls mit 1:0, als Deutschland in Kaiserslautern die Schweiz in einem Testspiel bezwang.

## Erfolge
- Deutscher Meister 1985, 1986, 1990
- DFB-Pokal-Sieger 1986

## Weiterer Werdegang
Nach seiner aktiven Laufbahn betrieb Schwabl einen Sportpark in seiner Heimatstadt Holzkirchen, den er später verkaufte. 
Seit Mai 2010 war er Nachwuchskoordinator, seit September 2011 sportlicher Leiter der SpVgg Unterhaching. Seit 28. Juni 2012 ist Schwabl Präsident des SpVgg Unterhaching e. V. sowie seit Ende 2018 Geschäftsführer der Haching Verwaltungs GmbH, die die Geschäfte der Profi-KGaA führt. Zudem hält er über die Schwabl GmbH 19,34 Prozent der Aktien der Profi-KGaA (Stand: 1. Oktober 2019).

## Trivia
Sein Sohn Markus spielt in der ersten Mannschaft Unterhachings.